# Gus Schilling
August „Gus“ Eugene Schilling (* 20. Juni 1908 in New York City; † 16. Juni 1957 in Los Angeles) war ein US-amerikanischer Theater- und Filmschauspieler.

## Leben
Zunächst als Vaudeville- und Burlesque-Künstler unterwegs, trat Gus Schilling zwischen 1928 und 1931 unter anderem dreimal am Broadway in New York auf. Nach erfolgreichen Auftritten in der Revue The Earl Carroll Vanities schloss er sich in den 1930er Jahren Orson Welles’ Mercury Theatre an und kam so in mehreren Radiohörspielen zum Einsatz. In Hollywood spielte er später in insgesamt fünf Filmen von Orson Welles, angefangen mit der Rolle des Kellners John in Citizen Kane (1941), gefolgt von Nebenrollen in Der Glanz des Hauses Amberson (1942), Die Lady von Shanghai (1947), Macbeth – Der Königsmörder (1948) und Im Zeichen des Bösen (1958). Schilling, der sich gelegentlich als Maler versuchte, fertigte 1941 auch ein Ölgemälde von Orson Welles an.
Ab 1940 wirkte Schilling regelmäßig in Hollywood-Filmen mit und war dabei zumeist in komischen Nebenrollen zu sehen, wie beispielsweise als aufgekratzter Dirigent in dem Filmmusical In der Hölle ist der Teufel los! (1941) oder als nervöser Sekretär von Adolphe Menjou in dem Filmmusical Du warst nie berückender (1942) neben Fred Astaire und Rita Hayworth. Bereits auf den Vaudeville- und Burlesque-Bühnen hatte Schilling oft in Baggy Pants den Grimassen schneidenden Komiker gegeben. Von 1945 bis 1950 war er gemeinsam mit Richard Lane als Komikerduo in einer Reihe von insgesamt elf Kurzfilm-Komödien von Columbia Pictures zu sehen. In den 1950er Jahren ließ die Relevanz seiner Filmrollen deutlich nach und sein Auftritt im Filmklassiker … denn sie wissen nicht, was sie tun währte nur wenige Sekunden. Dessen Regisseur Nicholas Ray setzte Schilling zwischen 1951 und 1956 in vier Filmen ein, so auch in Im Schatten des Galgens (1955) und Eine Handvoll Hoffnung (1956). Schilling übernahm ab 1952 auch Rollen in US-amerikanischen Fernsehserien wie The Lone Wolf (1954) und The Red Skelton Show (1954–1955). 
Schilling war mit der bekannten Burlesque-Künstlerin Betty Rowland (1916–2022) in einer längeren Beziehung. Es wurde mitunter verlautbart, dass sie miteinander verheiratet gewesen seien, was Rowland später jedoch verneinte. Schilling sei anderweitig verheiratet gewesen und es sei damals einfacher gewesen zu behaupten, dass man miteinander verheiratet sei. Laut Rowland hatte Schilling mit Alkoholproblemen zu kämpfen, zudem war er ein starker Raucher. Er starb 1957 vier Tage vor seinem 49. Geburtstag in seinem Apartment in Hollywood an – laut offiziellem Bericht – einem Herzinfarkt. Unter Freunden kursierten aber auch Gerüchte um einen Suizid. Schillings letzter Film Im Zeichen des Bösen von Orson Welles wurde posthum veröffentlicht. Sein Grab befindet sich auf dem Holy Cross Cemetery in Culver City, Kalifornien.

## Filmografie (Auswahl)
Filme
- 1940: Pop Always Pays
- 1940: Mexican Spitfire Out West
- 1940: Dr. Kildare: Verhängnisvolle Diagnose (Dr. Kildare’s Crisis)
- 1941: Lucky Devils
- 1941: The Penalty
- 1941: Die Abenteurerin (The Flame of New Orleans)
- 1941: Citizen Kane
- 1941: Dr. Kildare: Vor Gericht (The People vs. Dr. Kildare)
- 1941: Too Many Blondes
- 1941: Mystery Ship
- 1941: Ice-Capades
- 1941: Dr. Kildare: Der Hochzeitstag (Dr. Kildare’s Wedding Day)
- 1941: Die ewige Eva (It Started with Eve)
- 1941: Sprechstunde für Liebe (Appointment for Love)
- 1941: In der Hölle ist der Teufel los! (Hellzapoppin’)
- 1942: Dr. Kildare’s Victory
- 1942: Broadway
- 1942: There’s One Born Every Minute
- 1942: Der Glanz des Hauses Amberson (The Magnificent Ambersons)
- 1942: Du warst nie berückender (You Were Never Lovelier)
- 1943: Lady Bodyguard
- 1943: Neun Kinder und kein Vater (The Amazing Mrs. Holliday)
- 1943: Hi, Buddy
- 1943: Chatterbox
- 1943: Bühne frei für Lily Mars (Presenting Lily Mars)
- 1943: Hers to Hold
- 1943: Larceny with Music
- 1944: Sing a Jingle
- 1945: Rausch der Farben (It’s a Pleasure)
- 1945: See My Lawyer
- 1945: 1001 Nacht (A Thousand and One Nights)
- 1945: River Gang
- 1946: Dangerous Business
- 1947: Stork Bites Man
- 1947: Calendar Girl
- 1947: Die Lady von Shanghai (The Lady from Shanghai)
- 1948: Macbeth – Der Königsmörder (Macbeth)
- 1948: Ein Pferd namens October (The Return of October)
- 1948: Angel on the Amazon
- 1949: Noras schwache Stunde (Bride for Sale)
- 1950: Unser eigenes Ich (Our Very Own)
- 1950: Hit Parade of 1951
- 1951: Gasoline Alley
- 1951: Honeychile
- 1951: On Dangerous Ground
- 1952: One Big Affair
- 1952: 3 for Bedroom C
- 1953: She Couldn’t Say No
- 1954: Die Intriganten (Executive Suite)
- 1955: Im Schatten des Galgens (Run for Cover)
- 1955: Sindbads Sohn (Son of Sinbad)
- 1955: … denn sie wissen nicht, was sie tun (Rebel Without a Cause)
- 1956: Glory
- 1956: Eine Handvoll Hoffnung (Bigger Than Life)
- 1958: Im Zeichen des Bösen (Touch of Evil)

Fernsehserien
- 1954: The Lone Wolf (eine Folge)
- 1954: Medic (eine Folge)
- 1954: Mayor of the Town (eine Folge)
- 1954–1955: The Red Skelton Show (fünf Folgen)
- 1955: Willy (eine Folge)
- 1956: Telephone Time (eine Folge)
- 1957: Climax! (eine Folge)
- 1958: Wilder Westen Arizona (Tombstone Territory, eine Folge)